# Massif du Chablais

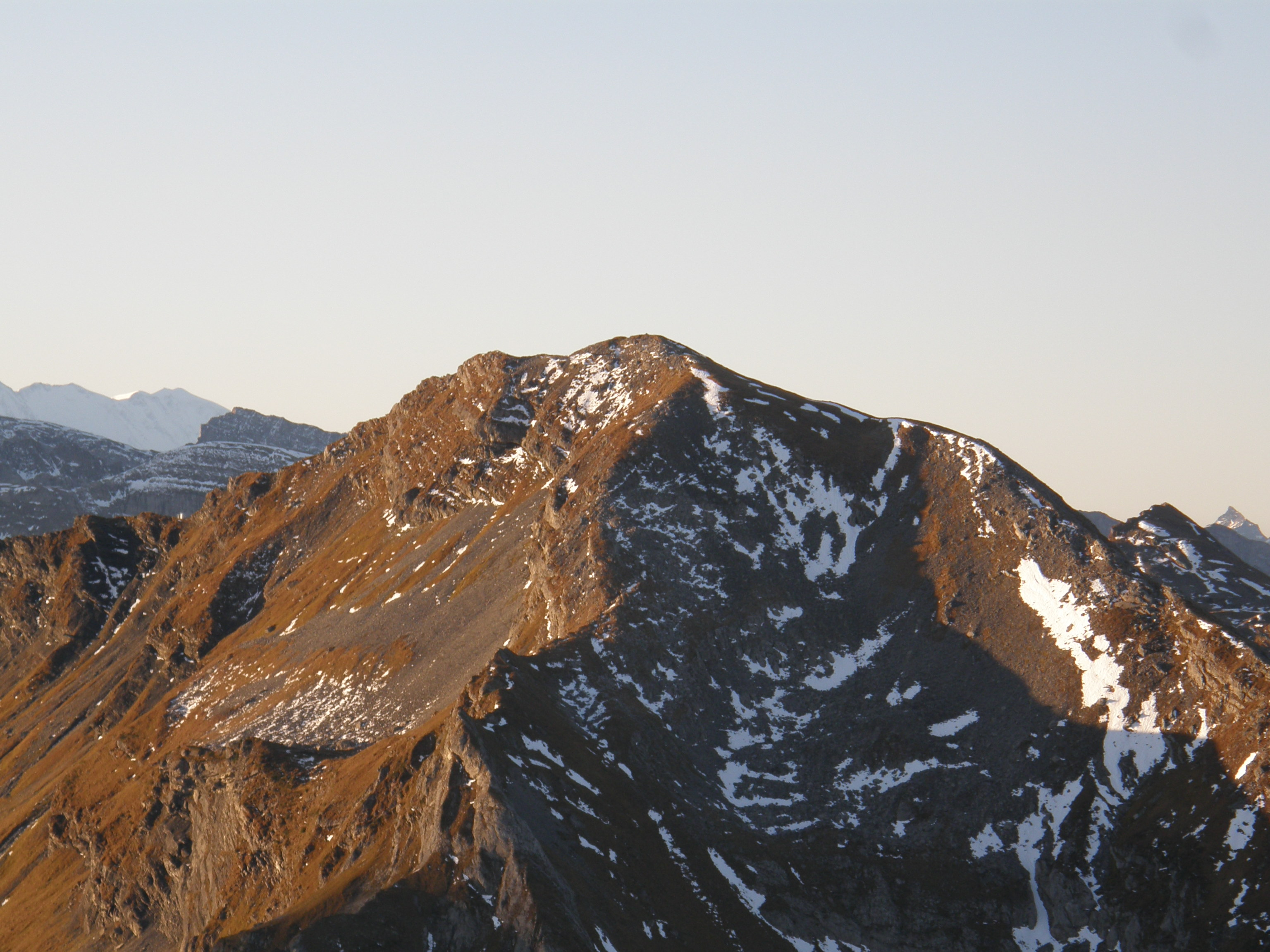
Pointe de Vorlaz

Massif du Chablais, Préalpes du Chablais – grupa górska w Alpach Zachodnich. Leży na granicy między Francją (region Rodan-Alpy) a Szwajcarią (kanton Valais. Jest częścią Préalpes de Savoie. Główne ośrodki rejonu to między innymi Champéry, Morgins i Torgon po stronie szwajcarskiej oraz Saint-Jean-d’Aulps, Morzine, Montriond i Les Gets po stronie francuskiej. Najwyższym szczytem masywu jest Hauts-Forts, który osiąga wysokość 2466 m n.p.m.
Najwyższe szczyty:
- Szczyty Francji:
- Hauts-Forts 2466 m[3],
- Mont de Grange 2432 m[4],
- Pointe de Vorlaz 2346 m,
- Roc d’Enfer 2243 m,
- Dent d’Oche 2221 m,
- Château d’Oche 2197 m,
- Pointe de Nantaux 2170 m,
- Szczyty na granicy Francji i Szwajcarii:
- Cornettes de Bise 2432 m,
- Pointe de Fornet 2300 m,
- Pointe de Chésery 2251 m,
- Tête du Géant 2228 m,
- Pointe de Chavanette 2219 m,
- Cornebois 2200 m,
- Szczyty Szwajcarii:
- Pointe des Mossettes 2277 m,
- Les Jumelles 2215 m,
- Chambairy 2206 m,
- Mont Gardy 2201 m,
- Le Grammont 2172 m.